# Typical Male
Typical Male è un singolo della cantante statunitense naturalizzata svizzera Tina Turner pubblicato nel 1986.

## Descrizione
Typical Male, pubblicato come principale singolo dell'album del 1986 Break Every Rule, fu uno dei maggiori successi di Tina Turner. Il singolo infatti raggiunse la seconda posizione della Billboard Hot 100, ed ebbe anche un grande impatto nella classifica Hot Dance Music/Club Play (seconda posizione) e nella Dance Music/Maxi-Singles (decima posizione). Typical Male arrivò anche alla terza posizione della R&B Chart.
Il lato B del disco singolo, Don't Turn Around fu in seguito registrato anche dagli Aswad e dagli Ace of Base diversi anni dopo.
Phil Collins, si occupò della batteria nella registrazione del brano.

## Il video
Nel video prodotto per Typical Male Tina Turner viene mostrata in un succinto mini abito rosso, mentre flirta con un avvocato, tentando in tutti i modi di attirare la sua attenzione, colpendolo addirittura con una mazza da baseball. Alla fine del video i due vengono mostrati mentre camminano insieme, mano nella mano.

## Tracce
Singolo 7"
1. Typical Male
2. Don't Turn Around

Versioni ufficiali e remix
1. Typical Male (Album Version) – 4:18
2. Typical Male (12" Dance Mix) – 7:06
3. Typical Male (12" Dub Mix) – 6:18

## Classifiche
| Classifiche (1986)                             | Posizione massima |
| ---------------------------------------------- | ----------------- |
| Spagna                                         | 1                 |
| Norvegia                                       | 2                 |
| Svizzera                                       | 2                 |
| Classifica generale di Billboard (Stati Uniti) | 2                 |
| Germania                                       | 3                 |
| Rhythm and blues (Stati Uniti)                 | 3                 |
| Austria                                        | 6                 |
| Svezia                                         | 6                 |
| Paesi Bassi                                    | 8                 |
| Italia                                         | 8                 |
| Polonia                                        | 8                 |
| Canada                                         | 11                |
| Dance (Stati Uniti)                            | 11                |
| Irlanda                                        | 12                |
| Classifica AC (Stati Uniti)                    | 16                |
| Australia                                      | 20                |
| Francia                                        | 31                |
| Regno Unito                                    | 33                |